# سیارک ۱۴۱۲۰
سیارک ۱۴۱۲۰ (به انگلیسی: 14120 Espenak، نامگذاری:1998QJ54) چهارده هزار و صد و بیستمین سیارک کشف شده‌است که در ۲۷ اوت ۱۹۹۸ کشف شد.
قدر مطلق سیارک برابر ۲۵.۷ است.